# أوغو لومباردي
أوغو لومباردي (بالإيطالية: Ugo Lombardi)‏ هو مشغل كاميرا ومصور سينمائي ومخرج إيطالي، ولد في 19 يوليو 1911 في روما في إيطاليا، وتوفي في 6 يوليو 2002 في ساو باولو في البرازيل.

## وصلات خارجية
- أوغو لومباردي على موقع IMDb (الإنجليزية)
- أوغو لومباردي على موقع قاعدة بيانات الفيلم (الإنجليزية)